# Asellopsis intermedia
Asellopsis intermedia är en kräftdjursart som beskrevs av T. Scott 1895. Asellopsis intermedia ingår i släktet Asellopsis och familjen Laophontidae. Inga underarter finns listade i Catalogue of Life.